# 統一民主戦線 (マラウイ)
統一民主戦線（とういつみんしゅせんせん、United Democratic Front、UDF）は、自由主義を掲げるマラウイの政党である。この党は主に南部州に住むヤオ族から強い支持を受けている。1994年から2009年まで、自由主義インターナショナルに加盟していた。

## 概要
マラウイでは1966年からヘイスティングズ・カムズ・バンダ率いるマラウイ会議党による一党制で政治が行われており、他の党を結成することが法的に許されていなかった。1990年代初頭になって国内外からの批判が高まってきた結果、1993年に複数政党制への移行の是非を問う国民投票を行うことが決まり、1992年10月から政党運動が公的に可能となった。この時に公式に設立されたのが統一民主戦線と民主同盟である。ただし、両党とも1991年末頃から非公式の活動を行っていたことが知られている。
その後、1993年の国民投票により複数政党制へと移行したのちに1994年の自由選挙で大勝し、統一民主戦線の議長であったバキリ・ムルジを大統領へと就任させた。
2004年5月20日の普通選挙においては、大統領候補としてビング・ワ・ムタリカを擁立し、全体のうちの35.9%の票を得てムタリカを大統領へと就任させ、また、194議席中の49議席を得た。
しかし、ムルジの跡を継いだムタリカは、党やムルジと多くの点で衝突した結果、2005年2月に統一民主戦線を抜け、民主進歩党を設立した。
党員の代表者2000人が参加した2008年5月24日の統一民主戦線党大会において、ムルジは大統領候補としての資格に疑問が持たれていたにもかかわらず、2009年の大統領候補として選ばれた。なお、上記大会での得票数は副党首であったカッシム・チルンパが38票であったのに対し、ムルジは1950票を獲得している。